# Pennsylvania Railroad GG1

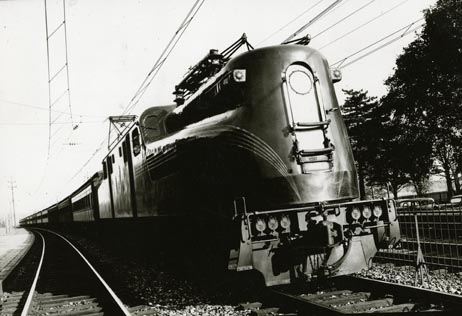
Ett GG1-lok, fotograferat runt 1940.

Pennsylvania Railroad GG1, eller PRR GG1 är en typ av elektriskt lok som tillverkades för Pennsylvania Railroad mellan åren 1934-1943. General Electric och fabrikskomplexet Altoona Works byggde totalt 139 lok av typen. Loken användes senare av bolag som Conrail och Amtrak, och det sista loket togs ur reguljär trafik 1983. De flesta loken har skrotats men femton finns bevarade i varierande skick. Inget av dem kan dock köras då transformatorkomponenter innehållandes PCB har bortmonterats.
Loket togs 1999 med i en serie amerikanska frimärken med ikoniska lok. Det fanns med i de båda datorspelen Railroad Tycoon II och Railroad Tycoon 3.